# Павле Поповић (совјетник)
Павле Поповић (Вранић, средина 18. века — Вранић, 8. (20.) децембар 1816) био ратник и дипломата, учесник у Првом и Другом српском устанку, члан Правитељствујушћег совјета српског и члан Народне канцеларије у Београду.

## Породица Поповића
Породица Поповића припадала је старим српским свештеничким породицама. Старином је била из Црне Горе , а  почетком 18. века преселила се у Гружу. У Гружи су се укључили у политички рад Аустрије на припремању Срба за устанак против турака. Када су Турци открили да се спрема побуна, Поповићи су морали да се склоне од крваве освете. Са још неким фамилијама пошли су ка попу Николи Радмановићу.
Средином 18. века у Вранић су дошли Тодор и Милица Поповић, са четири сина и синовцем. Њихови синови Димитрије и Атанасије су били свештеници, а Јован, звани Јока, био је старешина задруге Поповића. Павле је био управ „рођен“ за народне послове, како је рекао Петар Јокић Милану Ђ. Милићевићу: „Војник и саветник како ваља“.

## Устанички и политички живот
После Кочине крајине, он је у Вранићу изабран за кнеза. Све до Првог српског устанка водио је борбе против Турака, иако је био пријатељ са Аганлијом. Избегао је Сечу кнезова 1804. године захваљујући том пријатељству и том приликом је спасао своје пријатеље Јанка Катића, Симу Марковића, Милисава Чамџију и друге.
Године 1805. на Скупштини у Великом Борку изабран је за члана Синода, као представник Београдске нахије. Као ретко писмен Србин, тог доба, одликује се дипломатским способностима. За време Карађорђа, постаје члан Народног суда, а за време Милоша, у једном периоду, је био шеф народне канцеларије.
Пред крај устанка дошао је у сукоб са Карађорђем, а када се уверио да је овај напустио Србију, и он са својом породицом прелази у Срем 1813. године. Када је чуо да је почео Други српски устанак 1815. године, вратио се у Вранић и наставио борбу против Турака. Био је један од посредника између Турака и кнеза Милоша. Због ране под плећком, коју никако није могао да залечи, вратио се у Вранић. Пре смрти спасао је свога кума Симу Марковића, уз помоћ тадашњег вранићког кнеза Павла Маринковића, од освете кнеза Милоша.

## Смрт
Умро је у Вранићу, 8. (20.) децембра 1816. године, сахрањен је у црквеној порти, а на његовом гробу пише: „Врсни Србин, борац за ослобођење народа и отечества свог за време устанка Карађорђа и кнеза Милоша 1804. и 1815, одликовани члан Првог народног суда, Павле Поповић."
- Гробље у порти Цркве св. Илије у Вранићу, на коме се налази гроб Павла Поповића
- Надгробна плоча на гробу Павла Поповића
- Меморијална табла на зиду цркве брвнаре у црквеној порти у Вранићу